# فيراري 340

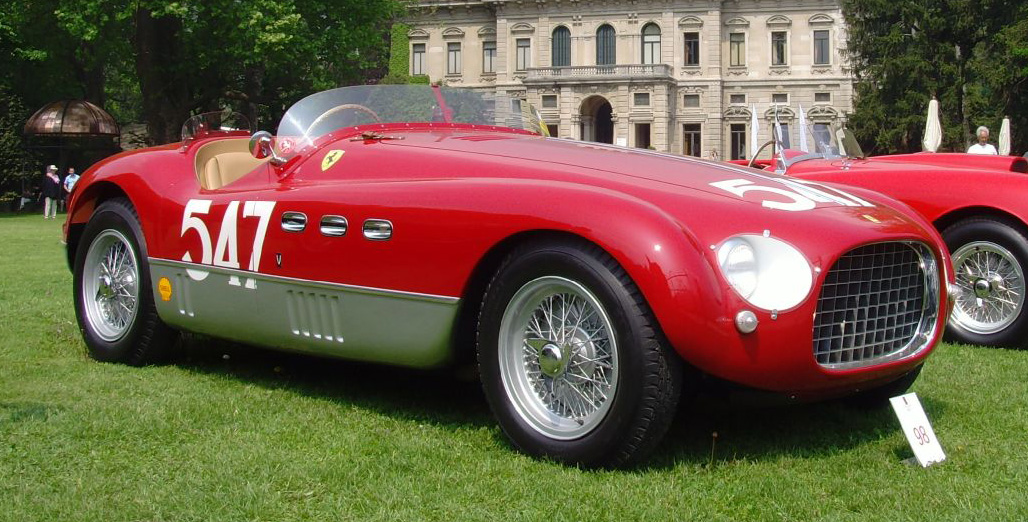
سيارة فيراري 340

فيراري 340 (بالإيطالية: Ferrari 340)‏ ، هي سيارة سباق أنتجها شركة فيراري ، عرضت عام 1952م والتي لم تتجاوز 4 سيارات رياضية.